# Neoglyptus
Neoglyptus is een geslacht van kevers uit de familie van de loopkevers (Carabidae). De wetenschappelijke naam van het geslacht is voor het eerst geldig gepubliceerd in 1953 door Basilewsky.

## Soorten
Het geslacht Neoglyptus omvat de volgende soorten:
- Neoglyptus abyssinicus (burgeon, 1936)
- Neoglyptus aciculatus Lecordier, 1968
- Neoglyptus bayeri (Burgeon, 1936)
- Neoglyptus brevicornis (Peringuey, 1896)
- Neoglyptus congoensis (Burgeon, 1936)
- Neoglyptus pectinatus (Alluaud, 1926)
- Neoglyptus punctulatus (Chaudoir, 1862)